# Городские стены Познани

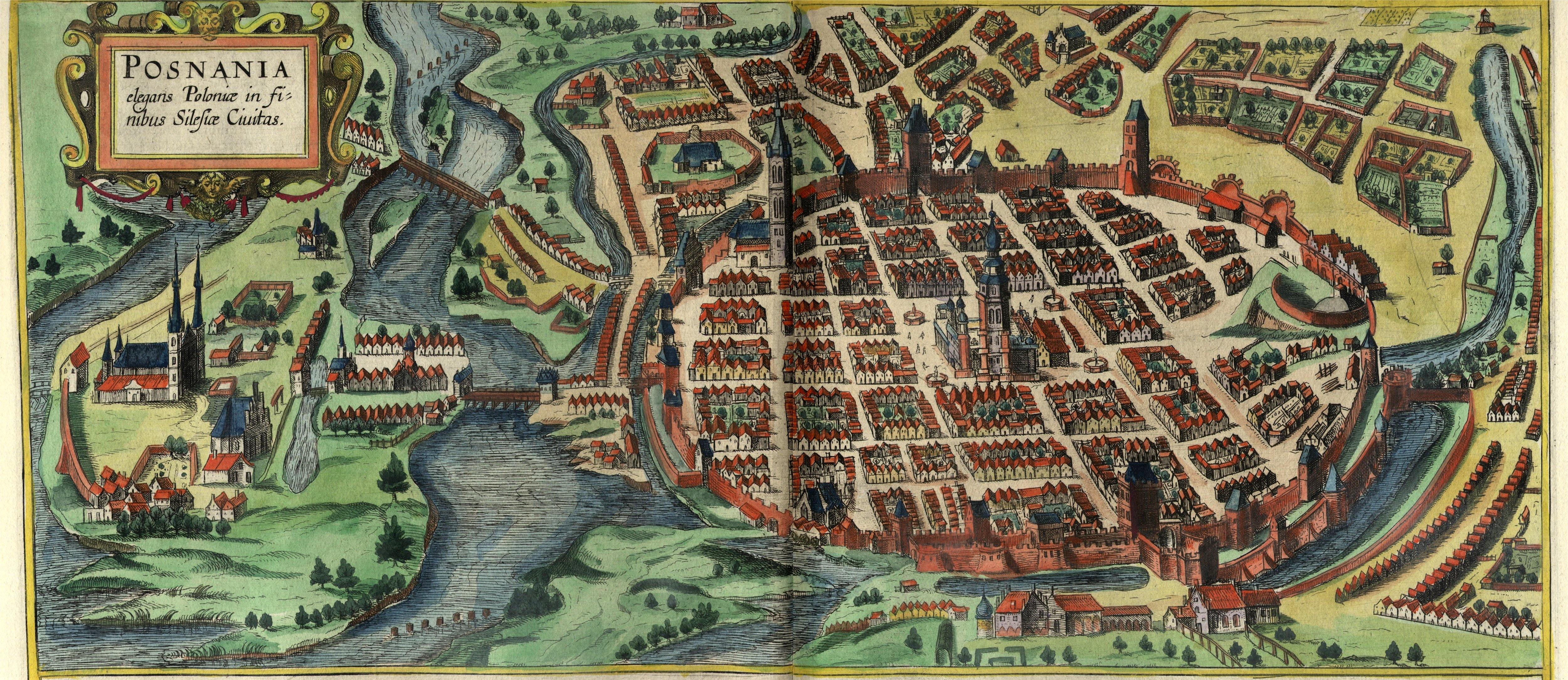
Познань, обнесённая стеной в XVII веке

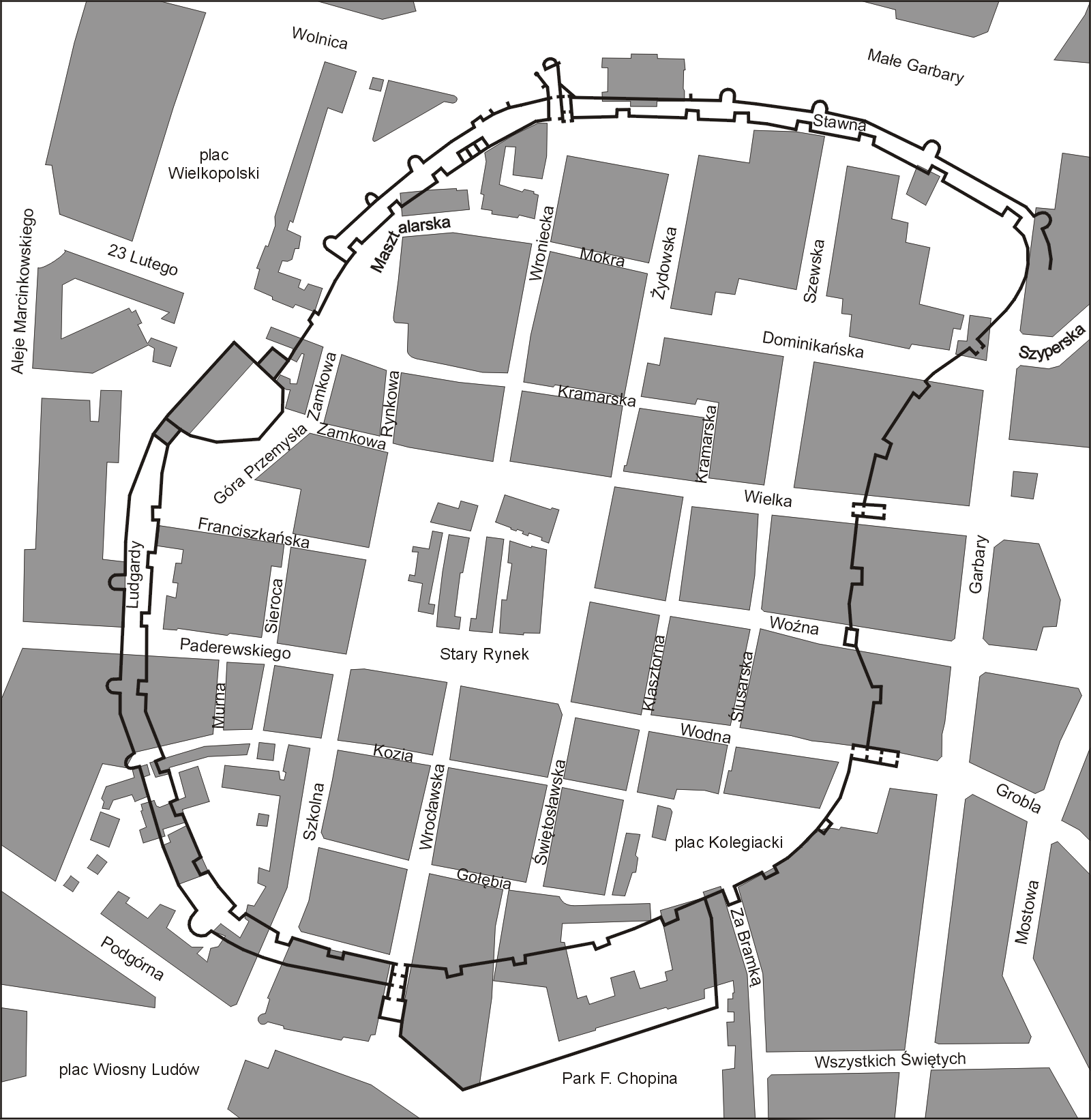
Обозначение средневековых стен на фоне современной карты города

Городские стены Познани — комплекс оборонительных сооружений, который был возведён в XIII-XIV в. для защиты средневекового города Познань от внешнего нападения.

## История
В XIII веке на месте деревянных и земляных укреплений вокруг города, были построены кирпичные оборонительные стены. Это произошло после того, как Познань получила статус города в 1253 году. Дата является завершающим этапом в градостроительстве Познани. Считается, что именно тогда были размечены — рыночная площадь с прилегающими к ней улицами, начато возведение фортификационных сооружений, выделены земельные участки для строительства домов. Длина стен составляла почти 1725 метров, она окружала город в форме овала и была выстроена из кирпича с каменным основанием, что доказывают археологические раскопки. Самым высоким элементом нового города была Замковая гора, то есть сегодняшний Холм Пшемысла. Пшемысл II, сын и преемник Пшемысла I, построил здесь замок, хотя, возможно, раньше здесь была небольшая сторожевая башня, охранявшая переход через реку Варта. Новый город имел площадь около 21 га, из которых квадратная рыночная площадь составляла 2 га. Из площади отходило двенадцать улиц, по три с каждой стороны. Они вели к городским воротам или заканчивались тупиком упираясь в стену. Для укрепления стен было построено 35 оборонительных башен, на расстоянии 35-40 метром друг от друга.
В город можно было попасть через въездные ворота, которых было четверо:
- Вронецкие
- Вроцлавские
- Великие
- Водные

В 1793 году, во времена Второго раздела Речи Посполитой, когда Познань находилась в составе Королевства Пруссия, прусскими властями было принято решение о сносе городских стен.

## Память
В августе 2013 года, в местах некогда существоваших стен, в тротуары было помещено 17 табличек, указывающих на то, что в этом месте проходила средневековая стена. Их изготовил литейный завод Станислава Марьянского, инициатором выступило Управление городских дорог. Сохранившиеся фрагменты стены являются частью туристического Королевско-императорского маршрута по Познани.

## Галерея

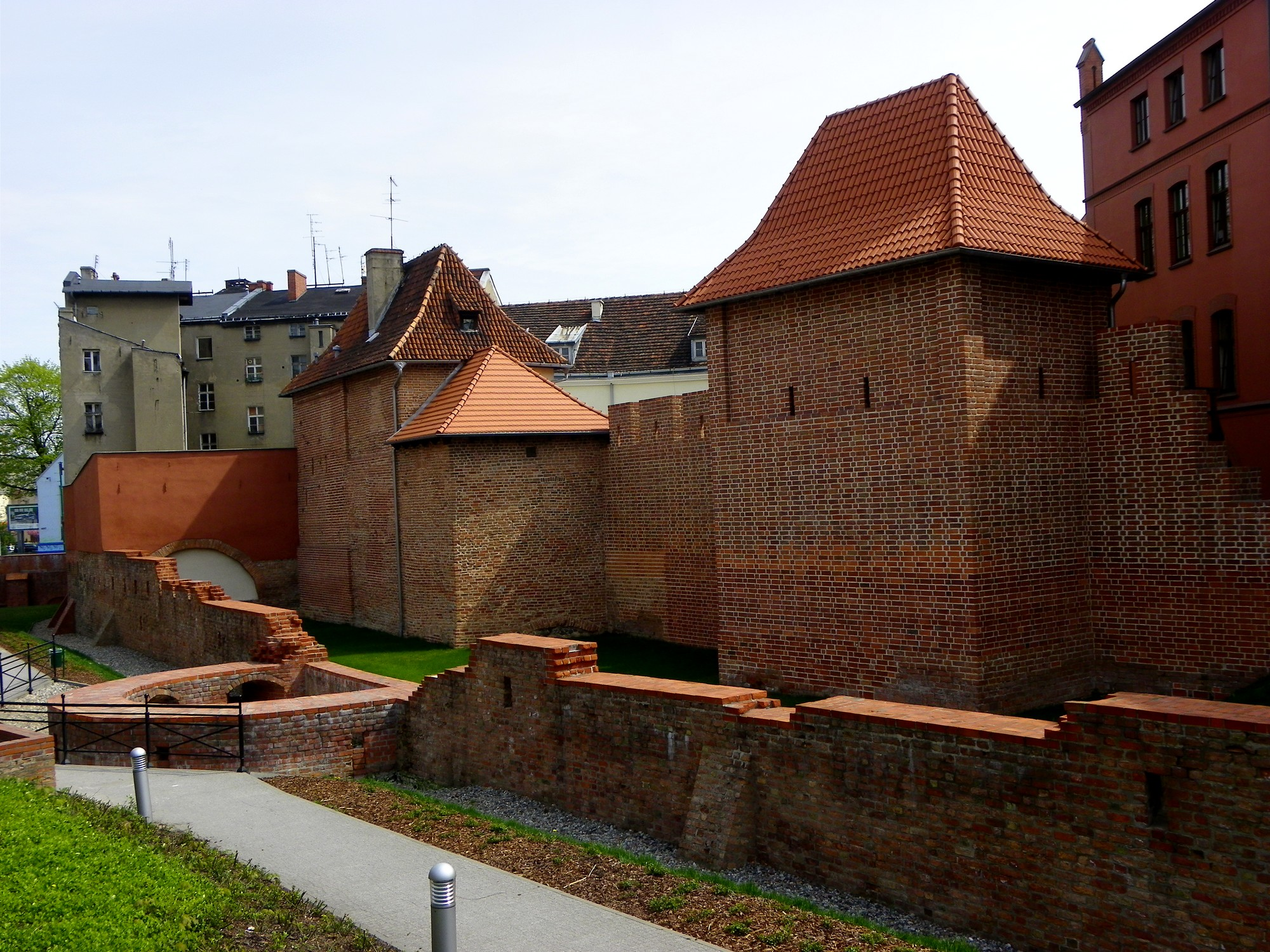
Городские стены во дворе пожарной части
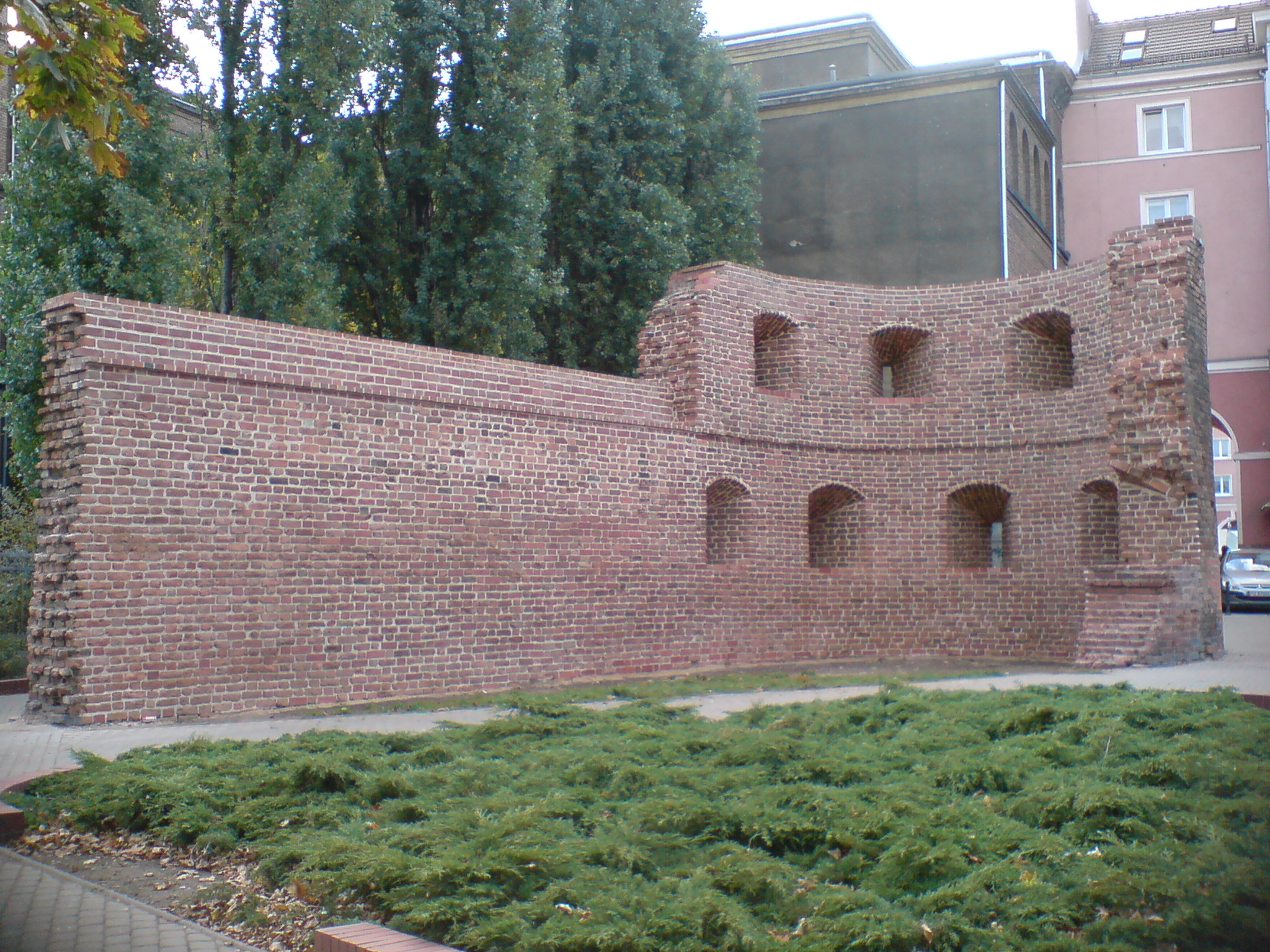
Фрагмент стены
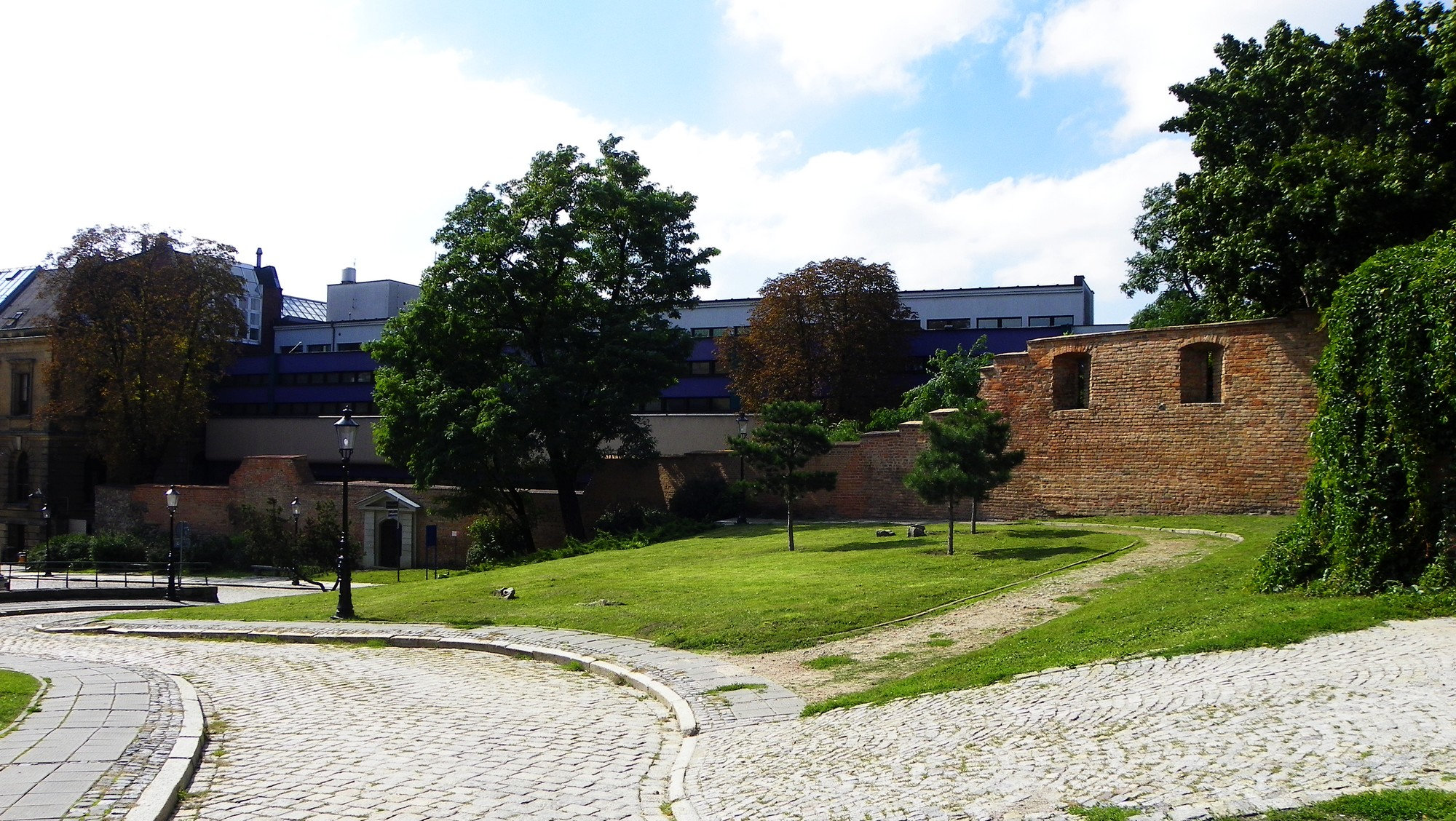
Фрагмент стены, улица Людгарды
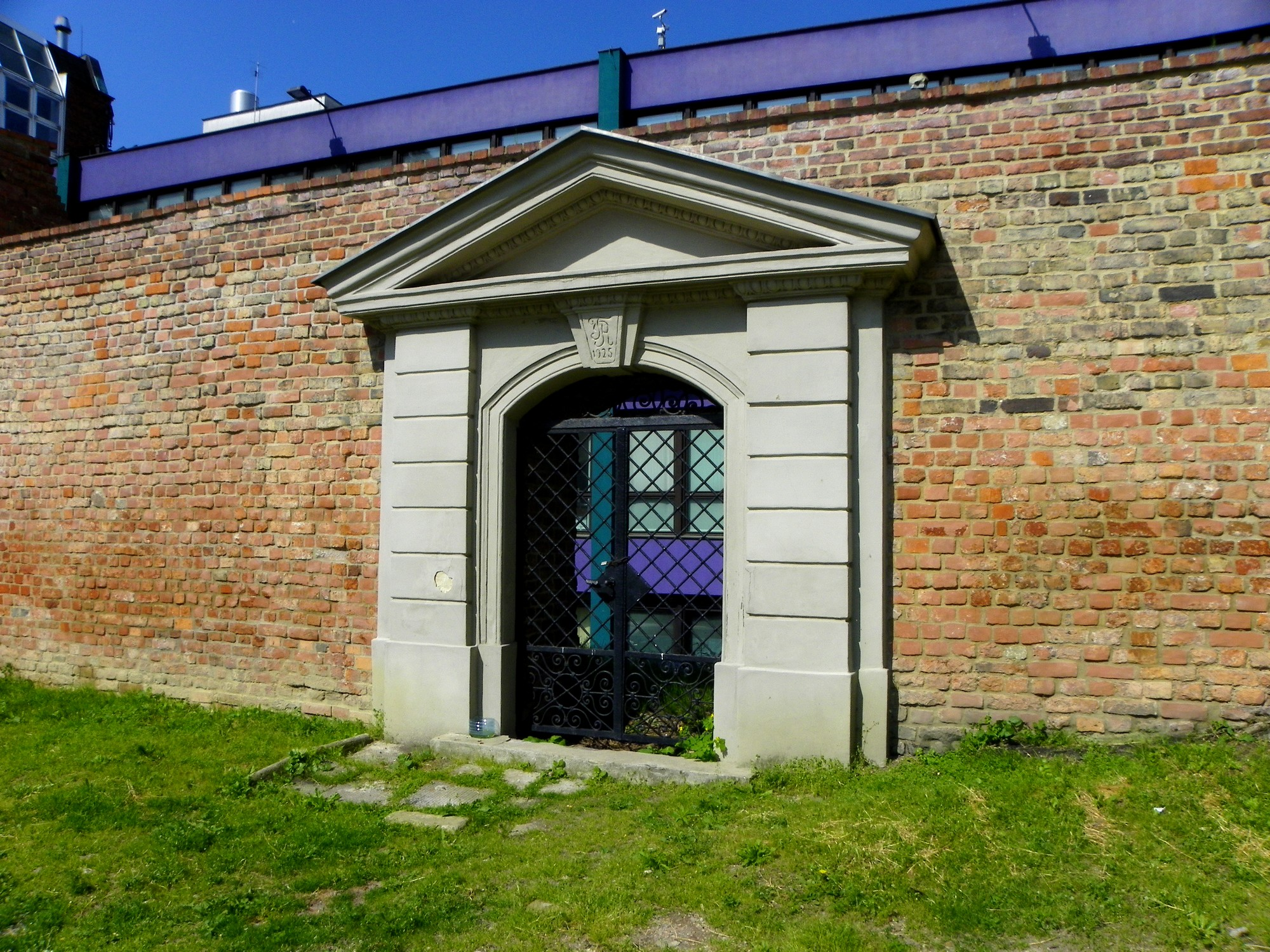
Ворота в стене
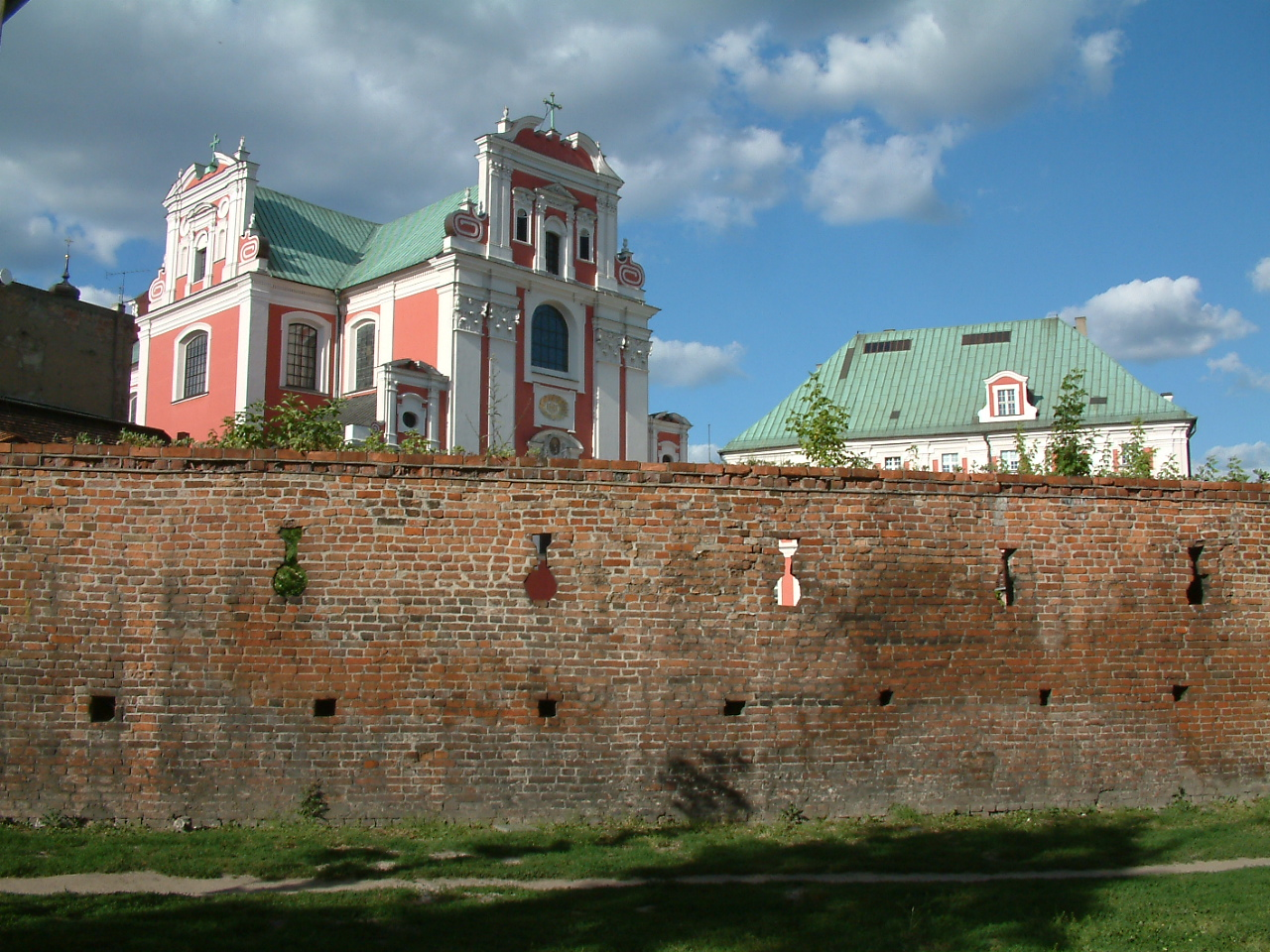
Фрагмент стены на фоне Фарного костёла, бывшей Иезуитской коллегии
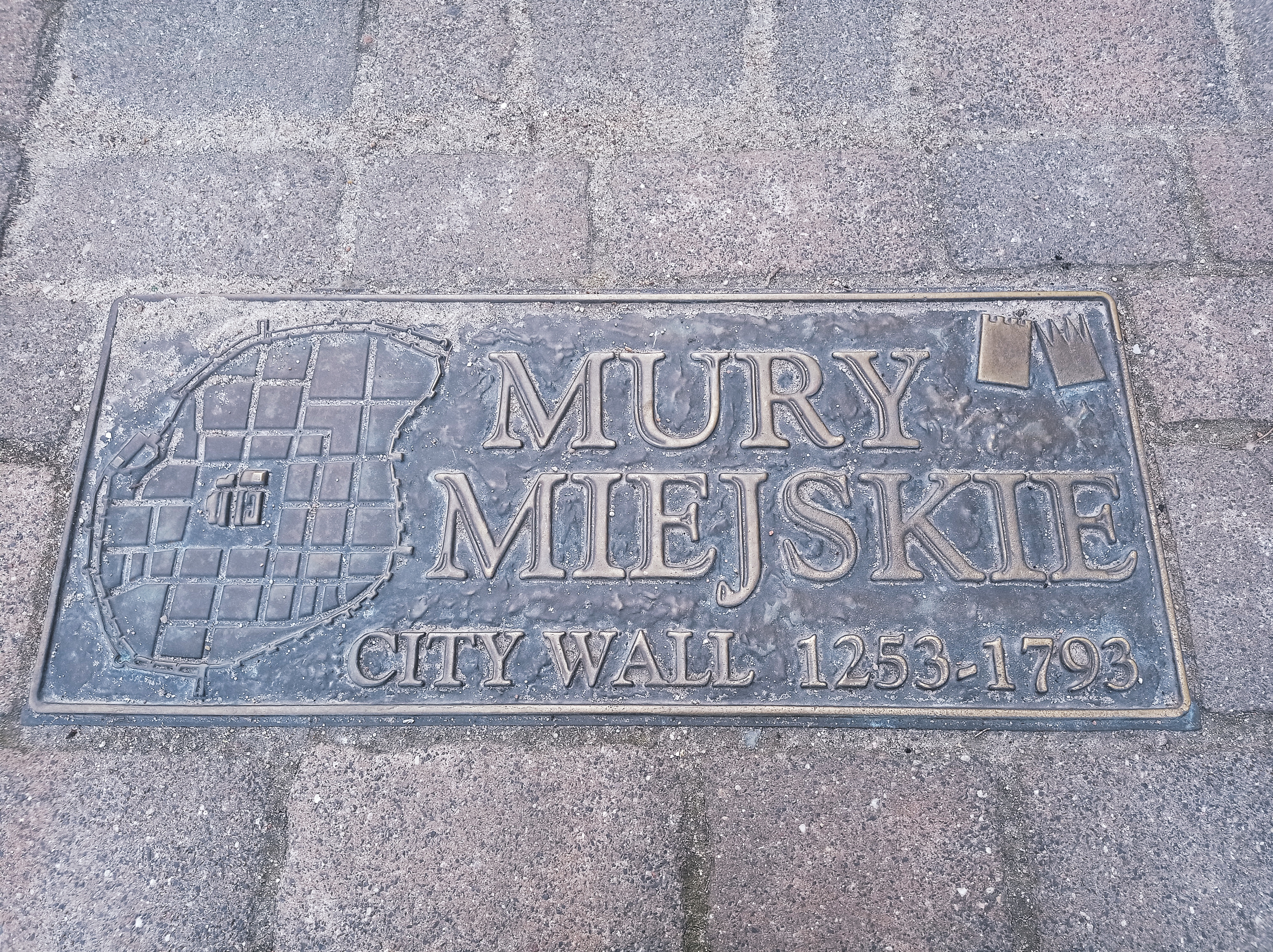
Табличка с надписью: городские стены 1253-1793